# Ksawerów (Pabianice)
Pour les articles homonymes, voir Ksawerów.
Ksawerów (prononciation [ksaˈvɛruf]) est un village de la gmina de Ksawerów, du powiat de Pabianice, dans la voïvodie de Łódź, situé dans le centre de la Pologne.
Le village est le siège administratif (chef-lieu) de la gmina appelée gmina de Ksawerów.
Il se situe à environ 4 kilomètres au nord de Pabianice (siège du powiat) et 13 kilomètres au sud de Łódź (capitale de la voïvodie).
Sa population s'élève approximativement à 6 269 habitants.

## Administration
De 1975 à 1998, le village était attaché administrativement à l'ancienne voïvodie de Łódź.

Depuis 1999, il fait partie de la nouvelle voïvodie de Łódź.

## Galerie

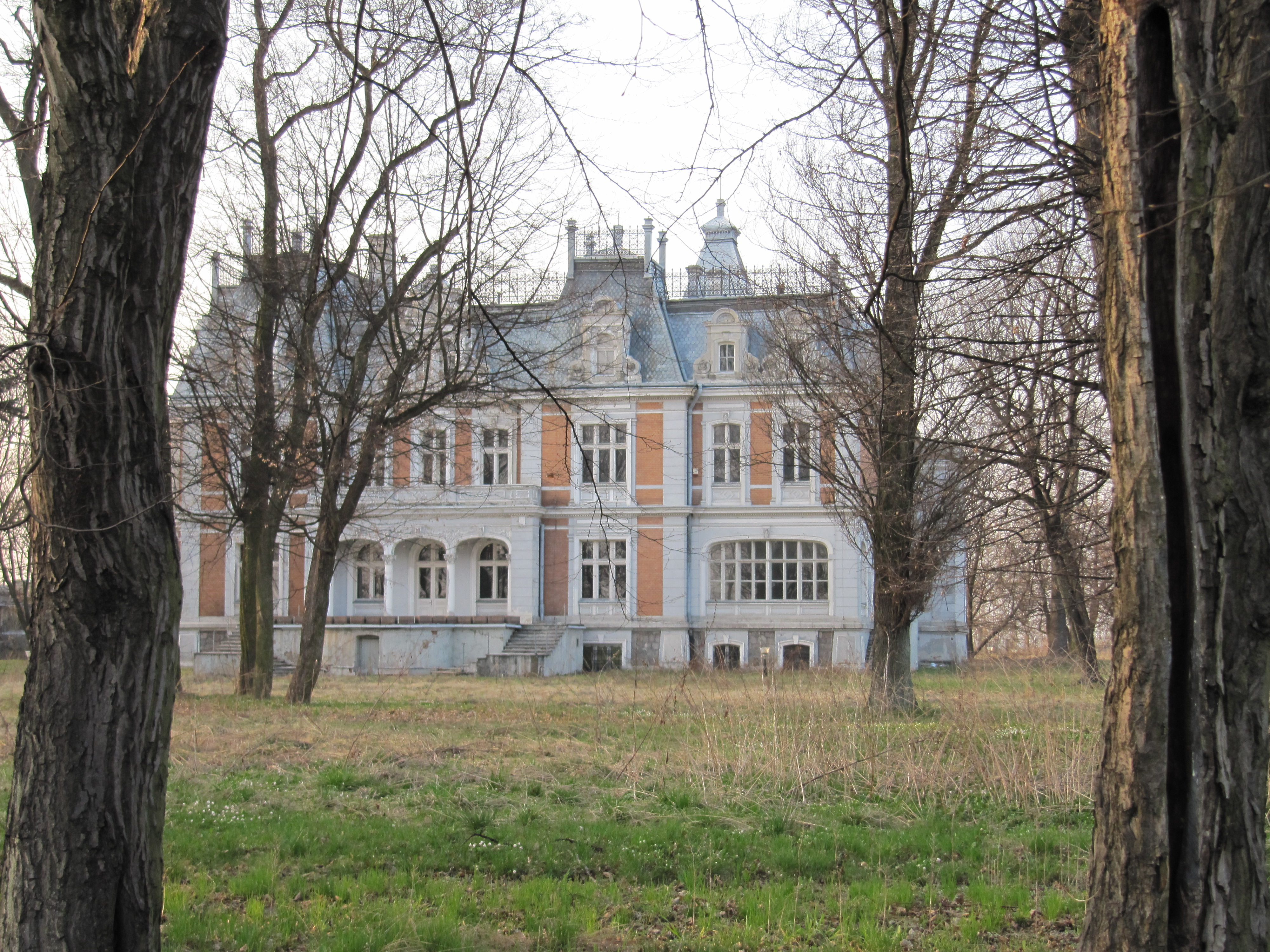
Le palais Widzew.